# Agência Brasileiro-Argentina de Contabilidade e Controle de Materiais Nucleares
A Agência Brasileiro-Argentina de Contabilidade e Controle de Materiais Nucleares (ABACC) é uma organização intergovernamental binacional de controle de materiais nucleares, que desempenha um papel ativo na verificação do uso pacífico de materiais nucleares que podem ser utilizados direta ou indiretamente para a fabricação de armas de destruição em massa.
A cooperação nuclear entre a Argentina e o Brasil remonta a 1986 com a assinatura de um protocolo sobre o intercâmbio imediato de informações e assistência mútua em caso de acidentes nucleares e emergências radiológicas. A calorosa relação pessoal que existia entre o presidente democraticamente eleito da Argentina, Raúl Alfonsin, e seu homólogo brasileiro, João Figueiredo, catalisou o aprofundamento das relações brasilo-argentinas.
A ABACC foi criada em 18 de junho de 1991 e é a única organização binacional de salvaguardas do mundo e a primeira organização binacional criada pela Argentina e pelo Brasil.[carece de fontes?]
Como órgão regional de salvaguardas, seu principal objetivo é assegurar à Argentina, ao Brasil e à comunidade internacional que todo o material nuclear seja usado exclusivamente para fins pacíficos.[carece de fontes?]